# Lake Grave
Der Lake Grave ist ein See in der Region Southland auf der Südinsel von Neuseeland.

## Geographie
Der Lake Grave befindet sich in Fiordland südlich des Te Hāpua / Sutherland Sound. Der rund 1,67 km² große See befindet sich auf 108 m Seehöhe, erstreckt sich über eine Länge von rund 2,8 km in Nordnordost-Südsüdwest-Richtung und misst an seiner breitesten Stelle rund 900 m. Sein Umfang beträgt rund 7,8 km.
Neben den zahlreichen Streams wird der See hauptsächlich vom Dark River gespeist, der von Ostsüdosten kommend über den Swan Mere seine Wässer zuträgt. Nach Norden hin entwässert der Dark River den See und fließt nach rund 2 km in den Te Hāpua / Sutherland Sound. Flankiert wird der See von bis zu 1325 m hohen Bergen an seiner Westseite und bis zu 1522 m hohen Bergen an seiner Ostseite.